# Hulsig Kirke

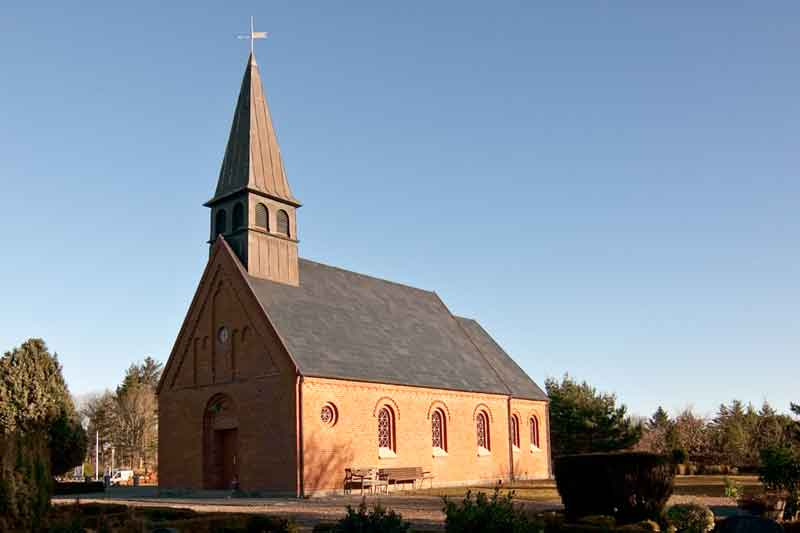
Hulsig Kirke im November 2010

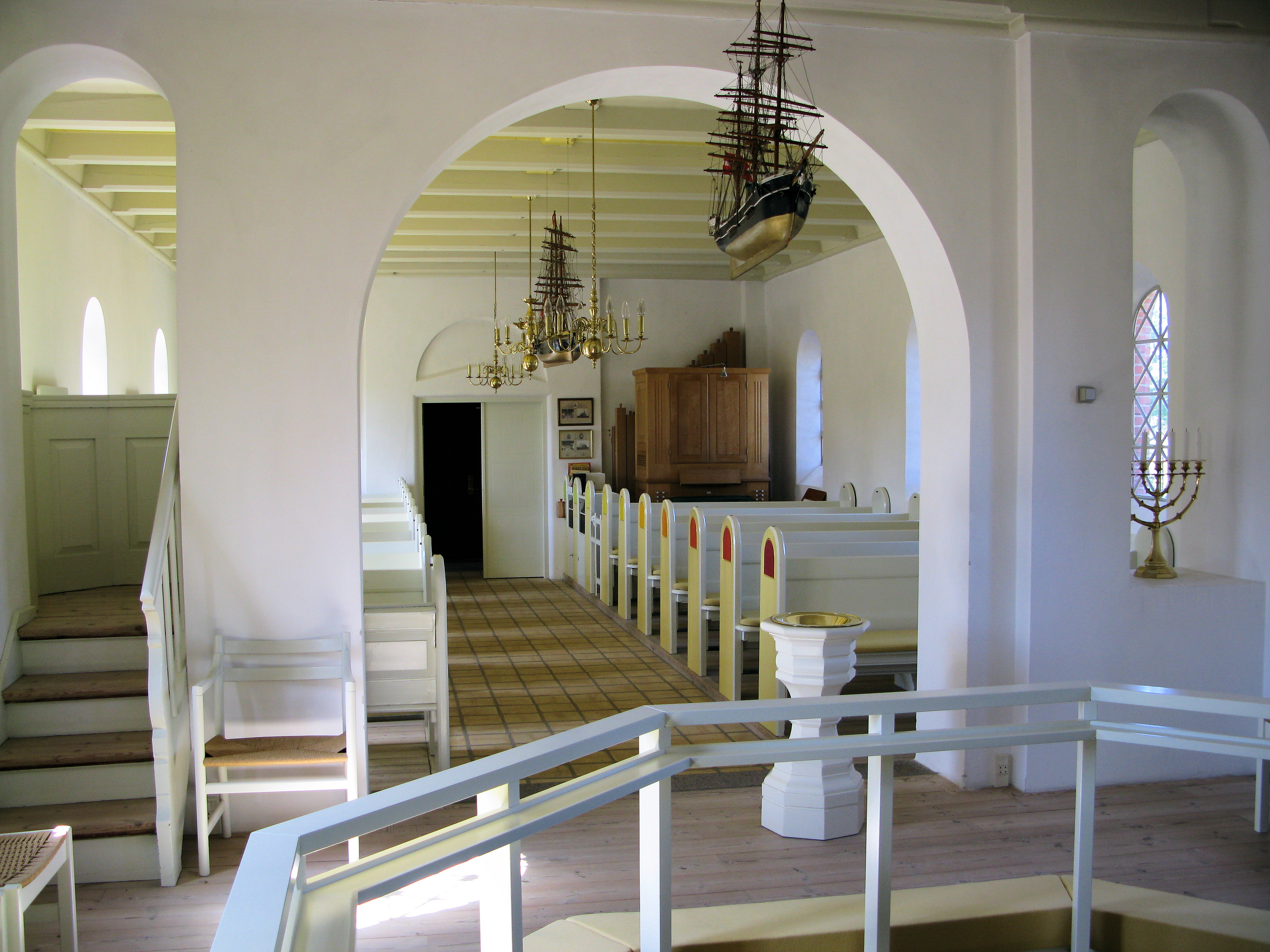
Innenraum

Die Hulsig Kirke ist eine Kirche im Dorf Hulsig. Sie befindet sich etwa 10 Kilometer südlich von Skagen im äußersten Norden von Jütland, Dänemark.

## Geschichte und Beschreibung
Die kleine Kirche mit 110 Sitzplätzen, die einsam in den Sanddünen nahe der Hauptstraße steht, wurde 1894 fertiggestellt. Das von Vilhelm Ahlmann im neuromanischen Stil entworfene Gebäude aus rotem Backstein besteht aus einem dreiseitig geschlossenen Chor und einem Kirchenschiff. Am westlichen Ende befindet sich ein kleiner Glockenturm mit einer Turmspitze. Das Altarbild ist eine Kopie von Joakim Frederik Skovgaards Hyrden finder det bortløbne lam (Der Hirte findet das verlorene Schaf). Die Orgel aus dem Jahr 1972 wurde von Peter Bruhn geplant.